# Cyphon maternus
Cyphon maternus is een keversoort uit de familie moerasweekschilden (Scirtidae). De wetenschappelijke naam van de soort werd in 1979 gepubliceerd door Bernard Klausnitzer.